# Jan Szczepański
Jan Antoni Szczepański, född 20 november 1939 i Małecz i Łódź vojvodskap, Polen, död 15 januari 2017, var en polsk boxare som tog OS-guld i lättviktsboxning 1972 i München. I finalen besegrade han László Orbán från Ungern med 5-0.